# ジョシュ・ウィルソン＝エスブランド
ジョシュア・ダリウス・カマニ・ウィルソン＝エスブランド（英語: Joshua Darius Kamani Wilson-Esbrand、2003年12月26日 - ）は、イングランド・ロンドン出身のサッカー選手。EFLチャンピオンシップ・ストーク・シティFC所属。ポジションはDF。

## クラブ歴
2019年にウェストハム・ユナイテッドFCの下部組織からマンチェスター・シティ EDSに移籍。
2021年9月21日のEFLカップ・ウィコム・ワンダラーズFC戦でスターティングメンバーに名を連ね、ルーク・ムベテ＝タブ、フィンリー・バーンズ、CJ・イーガン＝ライリー、ロメオ・ラヴィアとともにトップチーム初出場を記録した。
2023年1月11日、コヴェントリー・シティFCにシーズン終了までの半年間レンタルが決定した。
2023年7月23日、2023-24シーズンはスタッド・ランスへレンタル移籍することが発表された。

## 代表歴
2019年11月にU-18代表に選出された。